# 城关镇 (成县)
城关镇，是中华人民共和国甘肃省陇南市成县下辖的一个乡镇级行政单位。

## 行政区划
城关镇下辖以下地区：
东街社区、北街社区、西街社区、南街社区、育才路社区、陇南路社区、支旗路社区、北关社区、南山村、石碑村、北关村、东郊村、北泉村、中心村、西关村、幸福村、龙峡村、宁寨村、柳垭村、枣儿沟村、阎北山村、高旗村、石沟村、李沟村、邵总村、张旗村、梁旗村、支旗村、李武村、庙湾村、袁大村和王坪村。